# 雅榕
雅榕（学名：Ficus concinna），为桑科榕属下的一个植物种。高可达20米。	花果期3-6月。